# Poliçan
Poliçan es un municipio y villa en el condado de Berat en Albania sur-oriental.
El actual municipio se formó en la reforma territorial de 2015 mediante la fusión de los antiguos municipios de Poliçan, Tërpan y Vërtop, que pasaron a ser unidades administrativas. La capital municipal es la propia villa de Poliçan. La población total del actual municipio es de 10 953 habitantes (censo de 2011), en un área de 272.02 km². La población en sus límites de 2011 era de 4318 habitantes.
Se localiza en las coordenadas 40°36′44″N 20°05′53″E / 40.61222, 20.09806. Algunos pueblos cerca de Poliçan son: Malishovё, Ball, Balle, Bargullas, Beliçё, Cepan, Dollan, Jaupas, Kaluç, Kapinovё, Mbrakull, Nishollё, Novaj, Perik, Plirezё.
Poliçan es una ciudad industrial. Hay muchas fábricas creadas durante el socialismo,pero la más conocida es "Fabrika el e çmontimit te predhave Poliçan".
En español: La Industria de desmantelamiento de misiles de Poliçan. Dicha fábrica es bien conocida por sus estándares de alta seguridad.